# Jaculus jaculus
El jerbo de Egipto (Jaculus jaculus), también denominado jáculos menor y ratón de las pirámides es un especie de roedor propia del norte de África y Oriente medio.
Suele llamarse erróneamente jerbo a unos pequeños roedores de la misma familia Dipodidae, pero el nombre de estos roedores es gerbil de Mongolia (Meriones unguiculatus), normalmente es este último el que se usa como mascota.

## Características

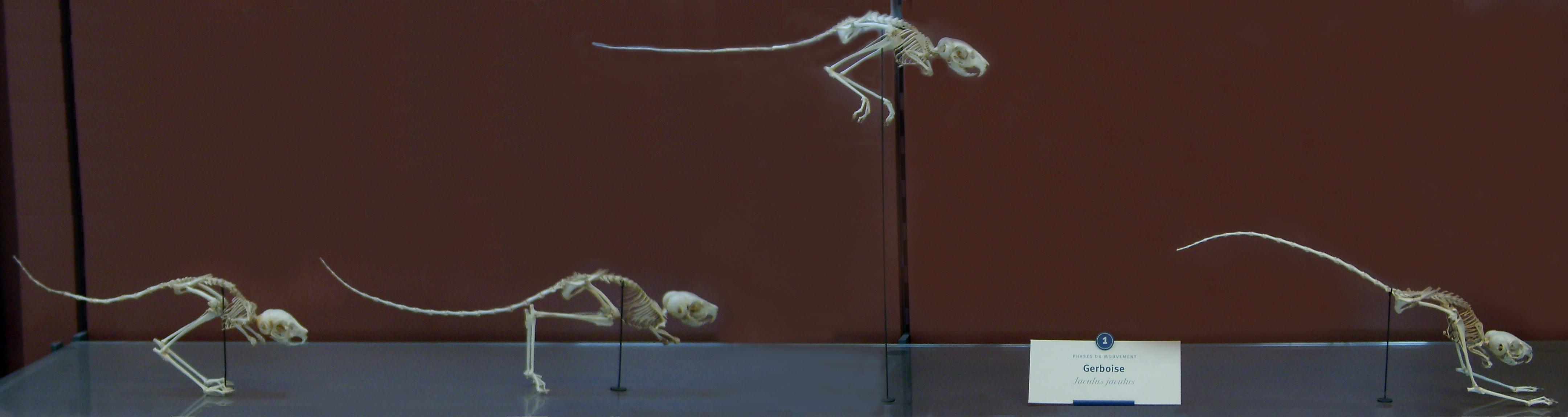
Secuencia del salto. Museo Nacional de Historia Natural de Francia.

Miden de 10 a 12 cm (más 20 de cola), provistos de grandes ojos, para poder ver por la noche y orejas grandes, que les sirve como sistema termorregulador. Pueden saltar con gran facilidad en el suelo arenoso gracias a sus enormes patas traseras, cuyos dedos están provistos de pelos (a modo de raquetas para la nieve) y una larga cola, terminada en un mechón de pelos, que les ayuda a equilibrarse. Presentan un pelo naranja-parduzco en el dorso y naranja-grisáceo en las partes bajas, y blanco en las partes inferiores.

## Comportamiento
Escarban madrigueras con mucha facilidad para protegerse de las temperaturas del desierto y cuando se sienten amenazados por depredadores. Recorren grandes distancias de noche y se lavan con arena. Apenas beben agua, que extraen de las semillas con las que se alimentan. Son solitarios y la hembra da a luz tras una breve gestación de cuatro a diez crías.

## Alimentación
A diferencia de otros roedores no requiere una gran ingesta, sobre todo de cría, come lo que encuentra: flores, hierbas, fruta, semillas, tubérculos, insectos, huevos de ave, etc.

## Predadores
En todos los desiertos que habita existen depredadores como el fénec, víboras, halcones, cobras, etc. Se defiende corriendo u ocultándose en las arenas.

## Distribución
Desde el Sahara a Arabia, incluyendo Marruecos, España (Melilla), Argelia, Egipto, Libia, Malí, Mauritania, Sudán, Siria, Jordania, Territorios Palestinos, Israel, Arabia Saudita, Yemen, Omán y Catar.